# Білі тіні південних морів
«Білі тіні південних морів» (англ. White Shadows in the South Seas) — американська мелодрама режисера В. С. Ван Дайка 1928 року.

## Сюжет
Доктор Меттью Ллойд, який живе на одному з чудових полінезійських островів, вкрай незадоволений ставленням своїх білих побратимів до аборигенів. Вирішивши кинути до біса залишки свого авторитету і практики, він одружився з місцевою мешканкою та поселився далеко від колишніх друзів й ворогів. Однак незабаром він, ставши мимовільним заручником острова, перетворюється на жертву власних інтересів, які в один жахливий день раптом стають меркантильними. І він уподібнюється тим, від кого ще недавно так відчайдушно втікав…

## У ролях
- Монте Блу — доктор Меттью Ллойд
- Ракель Торрес — Фаявей
- Роберт Андерсон — Себастьян — трейдер
- Рені Буш — Люсі
- Напу — абориген

## Цікаві факти
- Саме в цьому фільмі вперше на заставці кіностудії «Metro-Goldwyn-Mayer» з'явився лев. Фільм вважається першим звуковим фільмом студії. Забавно, що левиний рик був самим довгим звуком у фільмі, так як в ньому виголосили лише одне слово — «Привіт!».
- Оскільки в 1928 році у Голлівуді не було ніякого технічного забезпечення для звукозапису, член знімальної групи з екзотичної професією «звукооператор» — Дуглас Ширер — відвіз повністю знятий німий варіант фільму в Нью-Джерсі і там додав, синхронізував і записав музику і звукові ефекти до фільму.
- Хоча в авторських титрах до фільму стверджується, що він був знятий в «природних умовах» — на Маркізьких островах і з участю «реальних остров'ян», насправді фільм знятий на відстані 900 миль, на острові Таїті.
- Клайд Де Вінна одержав премію «Оскар» за найкращу операторську роботу на 2-ій церемонія вручення премії «Оскар».